# Lamont Bentley
Artimus Lamont Gardison Bentley (Milwaukee, 25 ottobre 1973 – Contea di Ventura, 19 gennaio 2005) è stato un attore statunitense.
Morì nel 2005, vittima di un incidente stradale.

## Filmografia parziale

### Cinema
- Tales from the Hood, regia di Rusty Cundieff (1995)
- A Day in the Life of Mia, regia di Betty A. Bridges (1997)
- The Breaks, regia di Eric Meza (1999)
- Gabriela, regia di Vincent Jay Miller (2001)
- The Wash, regia di DJ Pooh (2001)
- The Tenants, regia di Danny Green (2005)
- A Day in the Life, regia di Sticky Fingaz (2009)

### Televisione
- Duet (1989) - 1 episodio
- La legge di Bird (1990) - 1 episodio
- E giustizia per tutti (1991) - 1 episodio
- South Central (1994) - 6 episodi
- 8 sotto un tetto (1995) - 1 episodio
- The Parent 'Hood (1995) - 1 episodio
- Courthouse (1995) - 1 episodio
- Il cliente (1996) - 1 episodio
- Buffalo Soldiers (1997) - Film TV
- Clueless (1999) - 1 episodio
- Moesha (1996-2001) - 127 episodi
- Too Legit: The MC Hammer Story (2001) - Film TV
- Strepitose Parkers (1999; 2000; 2002) - 3 episodi